# Dennis Bruce Hankins
Dennis Bruce Hankins, né en 1959, est un diplomate américain,. Il est ambassadeur des États-Unis en Guinée entre 2015 et 2019, ambassadeur au Mali entre 2019 et 2022, puis ambassadeur en Haïti entre 2024 et 2025.

## Carrière consulaire
Hankins a rejoint le service extérieur en 1984. Ses premières affectations à l'étranger ont été celles de vice-consul à Recife, au Brésil, puis à l'ambassade des États-Unis en Thaïlande.
En 1989, Hankins a été affecté au Soudan puis en 1992, au poste de consul en Haïti.
Quatre ans plus tard, Hankins est de nouveau affecté en Afrique pour devenir conseiller politique et économique à l'ambassade de Kinshasa, en République démocratique du Congo, y travaillant pendant la première guerre du Congo et, pendant une moindre période, la deuxième guerre du Congo. Il a déménagé pour devenir conseiller politique et économique à Lisbonne, au Portugal, en 1999, passant seulement deux ans à ce poste avant de retourner en Afrique pour être le chef de mission adjoint à Maputo, au Mozambique,.
En 2004, Hankins a été nommé consul général à Riyad, en Arabie saoudite, mais a été rappelé à Washington pour devenir directeur adjoint du Bureau du maintien de la paix au Bureau des organisations internationales,. Il est retourné en Afrique en 2007 pour être chef de mission adjoint à Nouakchott, en Mauritanie.
En 2010, il retourné à Khartoum, au Soudan, en tant que chef de mission adjoint.
En 2012, Hankins a reçu le poste de consul général à Sao Paulo, au Brésil, restant en poste jusqu'à sa nomination comme ambassadeur des États-Unis en Guinée par le président Obama

### Ambassade des États-Unis en Guinée
Hankis est nommée ambassadeur des États-Unis en Guinée par le président Barack Obama le 8 juillet 2015. Il a été confirmé par le Sénat le 22 octobre de la même année.

### Ambassade des États-Unis au Mali
Le 13 août 2018, le président Donald Trump a annoncé son intention de nommer Hankins au poste d'ambassadeur des États-Unis au Mali. La nomination a été présentée au Sénat le 16 août 2018 et il a été confirmé le 2 janvier 2019. Il a présenté ses lettres de créance au président Ibrahim Boubacar Keïta le 15 mars 2019.

## Vie privée
Hankins a une femme, Mira, et un fils, Danu, qui travaille pour l'US Navy. Il peut parler anglais, français et portugais.